# Pekka Yli-Niemi
Pekka Uolevi Yli-Niemi (* 8. Juli 1937 in Turku; † 8. November 1963 in Mariehamn, Åland) war ein finnischer Skispringer.

## Werdegang
Yli-Niemi bestritt mit der Vierschanzentournee 1962/63 sein erstes und einziges internationales Turnier. Dabei erreichte er beim Auftaktspringen auf der Schattenbergschanze in Oberstdorf einen guten 25. Platz. Auf der Bergiselschanze in Innsbruck landete er erstmals in den Top 20 und wurde Zwölfter. Wenige Tage später auf der Großen Olympiaschanze in Garmisch-Partenkirchen erreichte Yliniemi als Siebenter sein bestes Einzelresultat. Beim vierten und letzten Tournee-Springen auf der Paul-Außerleitner-Schanze in Bischofshofen landete er auf dem 26. Platz. In der Tournee-Gesamtwertung erreichte Yli-Niemi mit 746,8 Punkten den neunten Rang.
Bereits 1962 setzte Yli-Niemi bei der Einweihung der Ounasvaara-Schanze in Rovaniemi mit 87 Metern den ersten Schanzenrekord, der bis 1965 Bestand hatte.
Am 8. November 1963 starb Yli-Niemi bei einem Flugzeugabsturz in Mariehamn.

## Erfolge

### Vierschanzentournee-Platzierungen
| Saison  | Platz | Punkte |
| ------- | ----- | ------ |
| 1962/63 | 09.   | 746,8  |